# Quận Duval, Texas
Quận Duval (tiếng Anh: Duval County) là một quận trong tiểu bang Texas, Hoa Kỳ. Quận lỵ đóng ở thành phố San Diego6. Năm 2000, quận có dân số là 15.120 người.